# Аччельйо
Аччельйо (італ. Acceglio, п'єм. Assèj) — муніципалітет в Італії, у регіоні П'ємонт,  провінція Кунео.
Аччельйо розташоване на відстані близько 530 км на північний захід від Рима, 90 км на південний захід від Турина, 50 км на захід від Кунео.
Населення — 174 особи (2014).

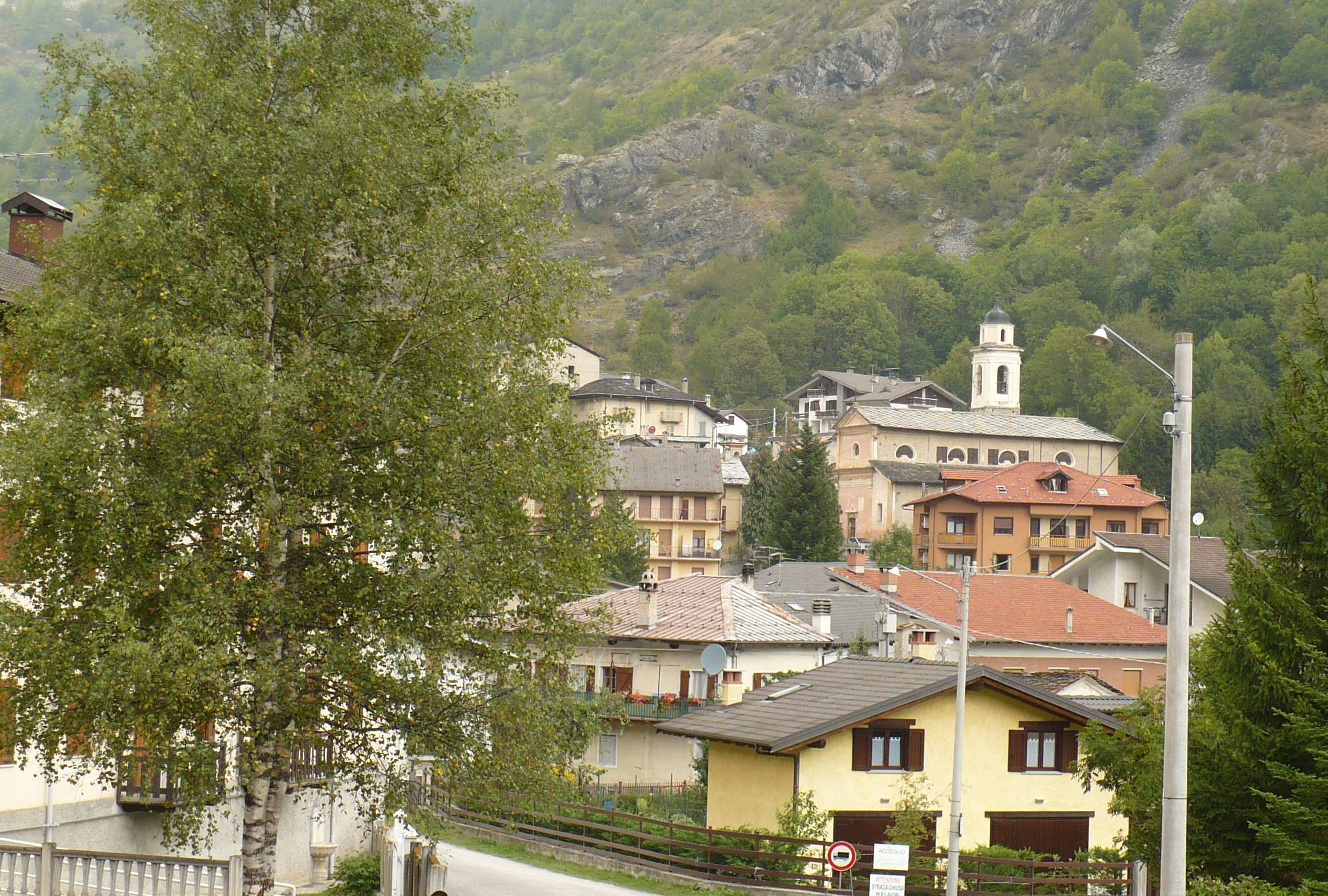

Щорічний фестиваль відбувається 15 серпня. Покровителька — Богородиця Небовзята.

## Демографія
Населення за роками:

Станом на 1 січня 2023 року в муніципалітеті офіційно проживало 13 іноземців з 2 країн, серед них 13 громадян країн Євросоюзу.

## Сусідні муніципалітети
- Арджентера
- Белліно
- Канозіо
- Ларш (Франція)
- Мейронн (Франція)
- Праццо
- Сен-Поль-сюр-Юбе (Франція)